# Hartigia helleri
Hartigia helleri är en stekelart som först beskrevs av Taschenberg 1871.  Hartigia helleri ingår i släktet Hartigia, och familjen halmsteklar. Arten har ej påträffats i Sverige.